# The Lady アウンサンスーチー ひき裂かれた愛
『The Lady アウンサンスーチー ひき裂かれた愛』（ザ・レイディ アウンサンスーチー ひきさかれたあい、原題: The Lady）は、2011年のイギリス リュック・ベッソン監督。ミシェル・ヨー主演。ミャンマーにおける非暴力民主化運動の指導者アウンサンスーチーの半生を描いたドラマ映画。
2011年9月12日、トロント国際映画祭で初上映された。

## キャスト
- ミシェル・ヨー：アウンサンスーチー
- デヴィッド・シューリス：マイケル・アリス
- ジョナサン・ラゲット：キム・アリス
- ジョナサン・ウッドハウス：アレクサンダー・アリス
- ベネディクト・ウォン：カーマ
- スーザン・ウールドリッジ：ルシンダ・フィリップス
- ポー・ザウ:アウンサン（父）
- マリアン・ユー：ドー・キンチー（母）
- アッガ・ポーチット：タン・シュエ
- クリアン・クンスリ：ソウ・マウン
- ソラヤ・ラ・オン・アケ：アウンサンスーチー（２歳）
- プラディンポーン・カンジュンダ：ドー・キンチー（30歳）
- イラリオ・ビシ・ペドロ：デズモンド・ツツ大司教
- ニコラス・ジョーンズ：ロバート・ゴードン英国大使
- ウィリアム・ホープ：ジェームス・ベーカー米国国務長官